# بخش خیسلافیچسکی
بخش خیسلافیچسکی (به لاتین: Khislavichsky District) یک منطقهٔ مسکونی در روسیه است که در استان اسمولنسک واقع شده‌است.